# Suorajärvi (sjö, lat 66,18, long 29,43)
Suorajärvi är en sjö i Finland. Den ligger i kommunen Kuusamo i landskapet Norra Österbotten, i den nordöstra delen av landet, 700 km norr om huvudstaden Helsingfors. Suorajärvi ligger 249,6 meter över havet. Den är 22,07 meter djup. Arean är 1,38 kvadratkilometer och strandlinjen är 13,25 kilometer lång. Sjön  ingår i Koundaälvens huvudavrinningsområde. 